# Hemigaleus australiensis
Hemigaleus australiensis  (лат.) — вид хрящевых рыб рода большеглазых акул семейства большеглазых акул отряда кархаринообразных. Обитает в восточной части Индийского и западной части Тихого океана. Встречается на глубине от 12 до 170 м. Максимальная зафиксированная длина 1,1 м. Размножается живорождением. Вид неопасен для человека. Коммерческого значения не имеет.

## Таксономия
Вид впервые описан в 2005 году. Голотип представляет собой самца длиной 91,9 см, пойманного 24 июня 1905 года к северо-западу от порта Джералдтон, Западная Австралия. Паратипы: взрослый самец длиной 94 см, пойманный 2 июня 1905 г в Рёбак Бэй на глубине 160 м, 2 самца длиной 87,5 и 47,8 см, пойманные 2 июня 1905 года к северу от Эйти Майл Бич на глубине 31 и 120 м, 2 взрослых самца длиной 56,6 и 89,1 см, а также самка длиной 97,2 см, пойманные 2 июня 1905 г у берегов Бидаут Айленд на глубине 130, 40 и 34 м, самка длиной 67,9 см, пойманная 4 июня 1905 в архипелаге Дампье на глубине 42 м, самка длиной 58,1 см, пойманная 2 июня 1905 года у Порт-Уолкотта, Западная Австралия, на глубине 68 м, самка длиной 91,8 см, пойманная у Порт-Хедленда на глубине 40 м, самка длиной 87,6 см, пойманная 10 июня 1905 г Норс Уэст Шелф, на глубине 30 м и взрослый самец длиной 103,9, пойманный на северо-запад Джералдтона на глубине 41 м.

## Ареал
Hemigaleus australiensis обитают в центрально-западной части Тихого океана в Персидском заливе, у северного побережья Австралии и, возможно, Папуа — Новой Гвинеи на островном и континентальном шельфе, начиная от мелководья до глубины 170 м.

## Биология
Эти акулы размножаются живорождением. В помёте от 1 до 19 новорождённых (в среднем 8) длиной около 30 см. Максимальный зафиксированный размер составляет 110 см. Самцы и самки достигают половой зрелости при длине 60 и 60—65 см соответственно. Вероятно, беременность длится около 6 месяцев. Самки могут приносить потомство дважды в год. Рацион состоит в основном из головоногих.

## Взаимодействие с человеком
Вид не представляет опасности для человека. Эти акулы часто попадают в креветочные тралы. В меньшем количестве их добывают с помощью жаберных сетей и ярусов. Высокая плодовитость делает их устойчивыми к антропогенному воздействию. Международный союз охраны природы присвоил этому виду статус «Вызывающий наименьшие опасения».